# Annulariidae
Annulariidae zijn  een familie van weekdieren uit de klasse van de Gastropoda (slakken).

## Taxonomie
De volgende taxa zijn bij de familie ingedeeld:
- Abbottella Henderson & Bartsch, 1920
- Choanopoma L. Pfeiffer, 1847
- Chondropoma L. Pfeiffer, 1847
- Chondropomium Henderson & Bartsch, 1920
- Clydonopoma Pilsbry, 1933
  - Clydonopoma nobile (L. Pfeiffer, 1852)
    - = Cyclostoma nobile L. Pfeiffer, 1852

  - Clydonopoma peasei (Pilsbry, 1933)
    - = Clydonopoma Pilsbry, 1933

  - Clydonopoma pumilum (Watters & Duffy, 2010)
- Crossepoma Bartsch, 1946
- Lagopoma Bartsch, 1946
- Leiabbottella Watters, 2013
- Parachondria Dall, 1905
  - Parachondria anatolensis Watters, 2016[2]
    - = Parachondria (Chondropomorus) anatolensis Watters, 2016

  - Parachondria arcisensis Watters, 2016[2]
    - = Parachondria (Chondropomorus) arcisensis Watters, 2016

  - Parachondria caricae (L. Pfeiffer, 1858)
    - = Chondropoma (Chondropomorus) caricae (L. Pfeiffer, 1858)
    - = Chondropoma (Chondropomorus) caricae navarretense Bartsch, 1946
    - = Chondropoma (Chondropomorus) caricae sosuense Bartsch, 1946
    - = Chondropoma caricae L. Pfeiffer, 1848
    - = Parachondria (Chondropomorus) caricae (L. Pfeiffer, 1858)

  - Parachondria coroni (Bartsch, 1946)
    - = Chondropoma (Chondropomorus) coroni Bartsch, 1946
    - = Chondropoma coroni Bartsch, 1946
    - = Parachondria (Chondropomorus) coroni (Bartsch, 1946)

  - Parachondria daedala Watters, 2016[2]
    - = Parachondria (Chondropomorus) daedala Watters, 2016
    - = Parachondria (Chondropomorus) daedalus Watters, 2016

  - Parachondria dessalinesi (Bartsch, 1946)
    - = Chondropoma (Chondropomorus) petitianum dessalinesi Bartsch, 1946
    - = Chondropoma petitianum dessalinesi Bartsch, 1946
    - = Parachondria (Chondropomorus) dessalinesi (Bartsch, 1946)

  - Parachondria gnota (Pilsbry, 1935)
    - = Chondropoma (Chondropomorus) gnote (Pilsbry, 1935)
    - = Chondropoma (Chondropomorus) gnote gnote (Pilsbry, 1935)
    - = Chondropoma (Chondropomorus) gnote kriegeri Bartsch, 1946
    - = Chondropoma gnote Pilsbry, 1935
    - = Chondropoma soror Pilsbry, 1933
    - = Parachondria (Chondropomorus) gnota (Pilsbry, 1935)

  - Parachondria heatheraikenae Watters, 2016[2]
    - = Parachondria (Chondropomorus) heatheraikenae Watters, 2016

  - Parachondria hispaniolae (Clench & Aguayo, 1937)
    - = Chondropoma (Chondropomorus) hispaniolae Clench & Aguayo, 1937
    - = Chondropoma gnote enneryense Bartsch, 1946
    - = Chondropoma gnote tuobi Bartsch, 1946
    - = Chondropoma hispaniolae Clench & Aguayo, 1937
    - = Parachondria (Chondropomorus) hispaniolae (Clench & Aguayo, 1937)

  - Parachondria petitiana (L. Pfeiffer, 1850)
    - = Chondropoma (Chondropomorus) petitianum (L. Pfeiffer, 1850)
    - = Chondropoma petitianum (L. Pfeiffer, 1850)
    - = Cyclostoma petitianum L. Pfeiffer, 1850
    - = Parachondria (Chondropomorus) petitiana (L. Pfeiffer, 1850)

  - Parachondria silvatica Watters, 2016[2]
    - = Parachondria (Chondropomorus) silvatica Watters, 2016
    - =  Parachondria (Chondropomorus) silvaticus Watters, 2016)

  - Parachondria trachyderma (Pilsbry, 1933)
    - = Chondropoma petitianum dominicum Bartsch, 1946
    - = Chondropoma trachyderma Pilsbry, 1933
    - = Parachondria (Chondropomorus) trachyderma (Pilsbry, 1933)
- Rolleia Crosse, 1891
- Tessaripoma Watters, 2016[3]
  - Tessaripoma alyshae (Watters & Duffy, 2010)
    - = Chondropomium alyshae Watters & Duffy, 2010

  - Tessaripoma arenarium Watters, 2016
  - Tessaripoma hooksi (Watters & Duffy, 2010)
    - = Chondropomium hooksi Watters & Duffy, 2010